# Takasugi Shinsaku
Takasugi Shinsaku (高杉 晋作?  Provincia de Nagato, Japón, 27 de septiembre de 1839 - Shimonoseki, Nagato, 17 de mayo de 1867) fue un samurái perteneciente al dominio Chōshū que contribuyó significativamente a la restauración Meiji a finales del período Edo. Se le conoce principalmente por haber sido el fundador y líder del Kiheitai. Utilizó el alias de Tani Umenosuke (谷 梅之助?) para ocultar sus actividades del shogunato.

## Primeros años

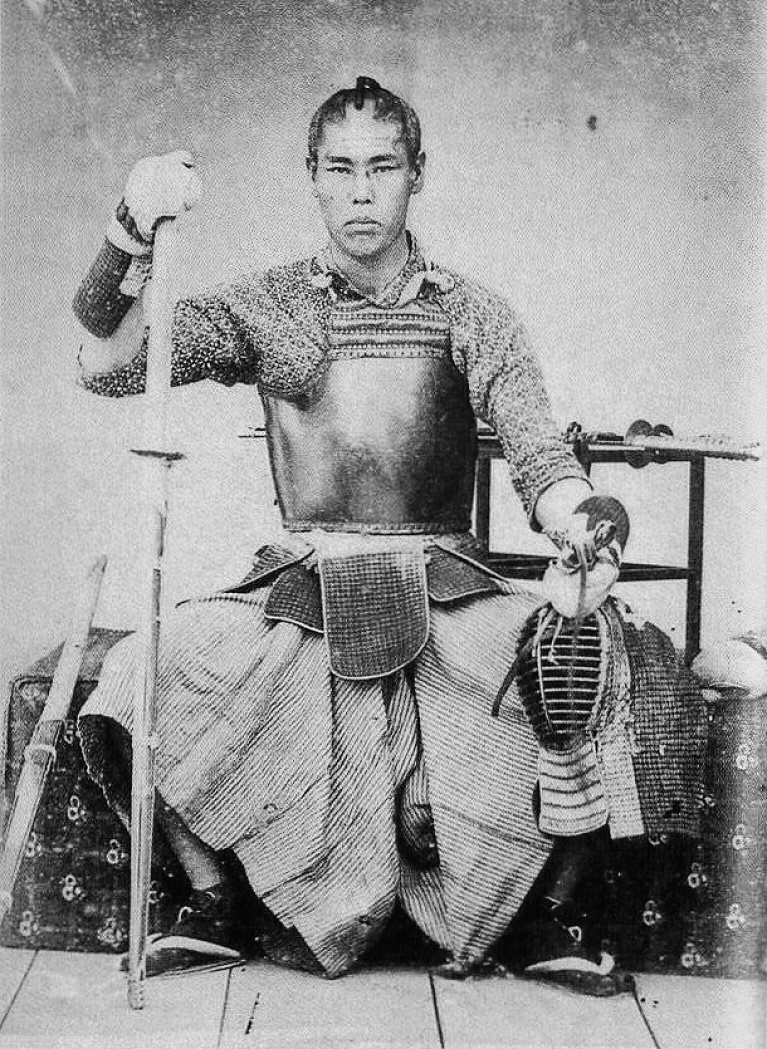
Takasugi vestido con su uniforme de kendō.

Takasugi nació el 27 de septiembre de 1839 en lo que hoy en día se conoce como la ciudad de Hagi, Yamaguchi. Hagi era la capital del dominio Chōshū. Fue el hijo mayor de Takasugi Kōchuta, un samurái de rango medio del dominio. Enfermó de penfigoide cuando tenía alrededor de diez años de edad, pero logró recuperarse. Durante su juventud estudió clásicos de la literatura china, esgrima y kendō.
Takasugi se unió al Shoka Sonjuku, la famosa escuela privada del intelectual Yoshida Shōin. Se dedicó a la modernización del ejército de Chōshū y pronto se convirtió en uno de los estudiantes favoritos de Yoshida. En 1858, ingresó al Shoheiko (una escuela militar bajo el control directo del shogun en Edo), pero regresaría a Nagato en 1859 por orden del clan. Takasugi, a pesar de su corta edad, fue un factor influyente dentro de Chōshū como uno de los defensores más extremos del Sonnō jōi, una política de aislamiento y expulsión de los extranjeros en Japón. Takasugi también estuvo implicado en el ataque del 12 de diciembre de 1862 contra la legación británica en Edo.
En 1860, poco después de su regreso a Nagato, contrajo matrimonio con Inoue Masa, la segunda hija de un juez del dominio.

## Actividades

### En el extranjero
En 1862 y, a pesar del Sakoku, una política de relaciones exteriores que prohibía la entrada o salida del país, Takasugi recibió órdenes de viajar encubierto a Shanghái para investigar los asuntos de estado y la fuerza de las potencias occidentales. La visita de Takasugi coincidió con la rebelión Taiping y quedaría horrorizado al ser testigo de los efectos que el imperialismo europeo había tenido en el Imperio chino. Takasugi regresó a Japón convencido de que el país debía fortalecerse para evitar ser colonizado por las potencias occidentales o sufrir un destino similar al de China. Su creciente ideología coincidió con el cada vez más popular movimiento del sonnō jōi (reverenciar al Emperador, expulsar a los bárbaros), que atrajo a ciertas secciones radicales de la clase guerrera y la nobleza de la corte de Japón, y las ideas de Takasugi encontraron apoyo en Chōshū y otras partes del país.

### Fundación del Shotai y Kiheitai

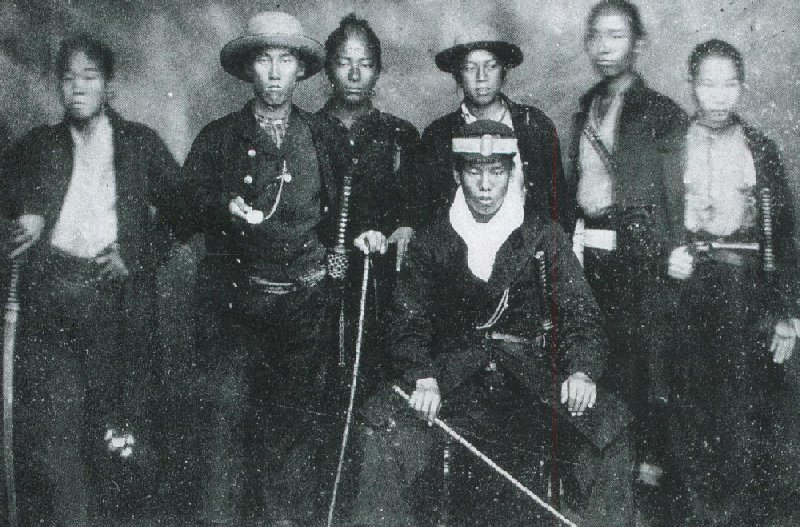
Miembros del Kiheitai, la milicia fundada por Takasugi.

Takasugi ideó la formación de una milicia revolucionaria auxiliar conocida como el shōtai. Bajo el sistema feudal, solo a la clase samurái se le permitía poseer armas, pero Takasugi promovió el reclutamiento de plebeyos en nuevas unidades paramilitares mixtas. En estas unidades, el reclutamiento ni la promoción dependían de la condición social. Agricultores, comerciantes, carpinteros e incluso luchadores de sumo y sacerdotes budistas fueron alistados, aunque los samuráis todavía eran la mayoría en el shōtai. Takasugi vio que la riqueza financiera de los comerciantes y agricultores de la clase media podrían aumentar la fortaleza militar del dominio sin debilitar sus finanzas. Como los líderes de Chōshū no podían —y no estaban dispuestos a hacerlo— cambiar la estructura social del dominio, el uso limitado de campesinos y plebeyos les permitió formar un nuevo tipo de ejército sin perturbar la sociedad tradicional.
En 1863, el propio Takasugi fundó una nueva unidad especial del shōtai bajo su mando directo, el Kiheitai, que consistía en 300-400 soldados (aproximadamente la mitad de los cuales eran samuráis). Sin embargo, debido a su propaganda del sonnō jōi, Takasugi fue encarcelado por las autoridades del dominio, después de que un golpe de Estado civil en Kioto en el verano de 1863 amenazara con poner en peligro el papel principal de Chōshū en la política nacional.

## Crisis interna y externa

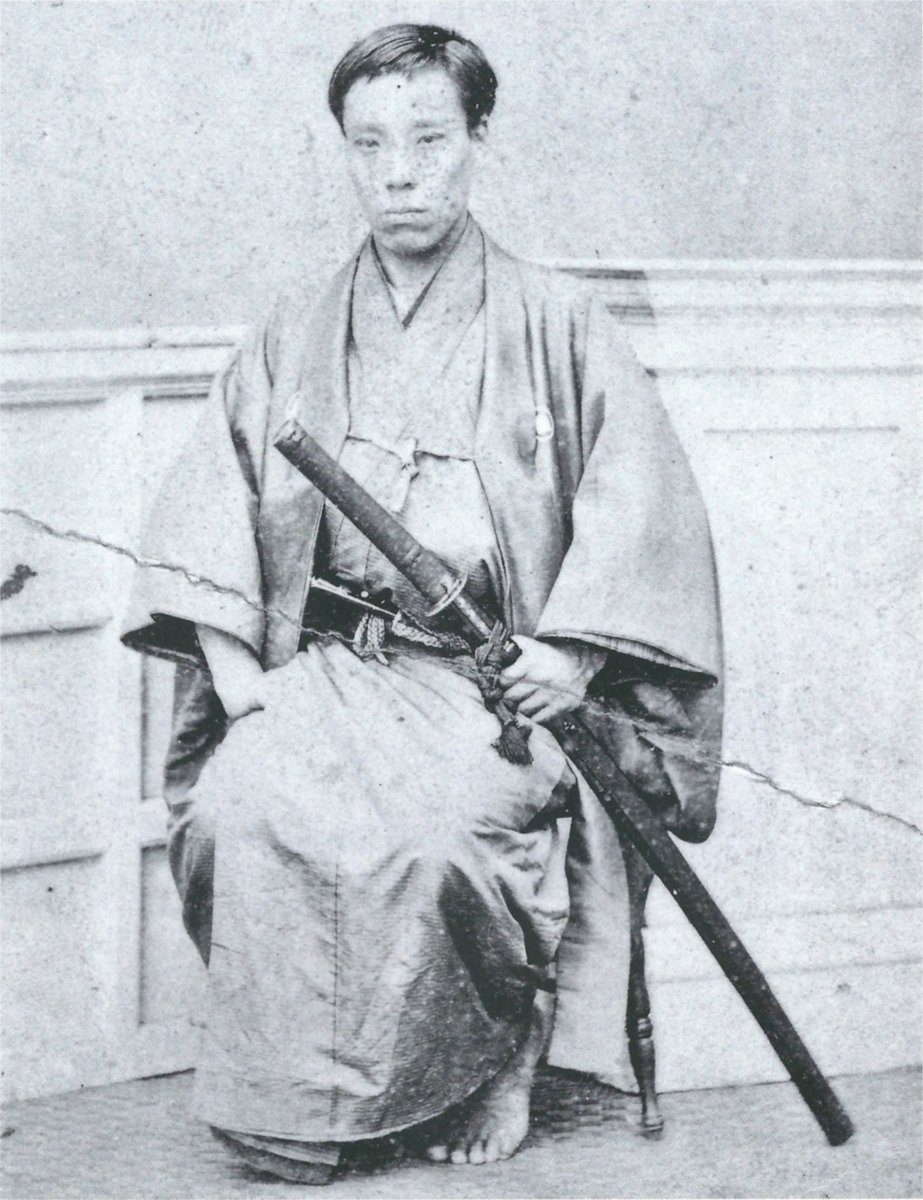
Takasugi Shinsaku.

A pesar de su encarcelamiento, Chōshū pronto no tuvo más opción que volver a acudir a Takasugi. Después de que el dominio disparase contra buques de guerra occidentales en el estrecho de Kanmon el 25 de junio de 1863, las fuerzas navales británicas, francesas, holandesas y estadounidenses bombardearon Shimonoseki, el principal puerto del dominio Chōshū, suceso a que más tarde se le llamaría el bombardeo de Shimonoseki. Esto fue seguido por el desembarco de los marines franceses. El enfrentamiento de los franceses contra las unidades militares de Chōshū demostró la inferioridad de las tropas tradicionales japonesas contra un ejército occidental, y convenció a los líderes del dominio de la absoluta necesidad de realizar una reforma militar. La administración del dominio convocó a Takasugi para no solo a llevar a cabo esta reforma como director de asuntos militares, sino que también -a la edad de 25 años- se le encomendó negociar la paz con las cuatro potencias occidentales.
En vista de la humillación de las fuerzas de Chōshū contra las potencias occidentales, Takasugi supo que la confrontación directa con los extranjeros no era una opción. En cambio, Japón tuvo que aprender tácticas, técnicas y acoger tecnologías militares de Occidente. Takasugi reorganizó el Kiheitai armando a la unidad con los últimos modelos de rifles modernos e introdujo entrenamiento y tácticas occidentales. Además, Takasugi usó su influencia con el movimiento sonnō jōi para promover una política más conciliadora hacia Occidente y así, el "movimiento para expulsar a los bárbaros y venerar al Emperador" se convirtió en un movimiento anti-Bakufu con el derrocamiento del shogunato Tokugawa, como un medio necesario para fortalecer a Japón contra los extranjeros.

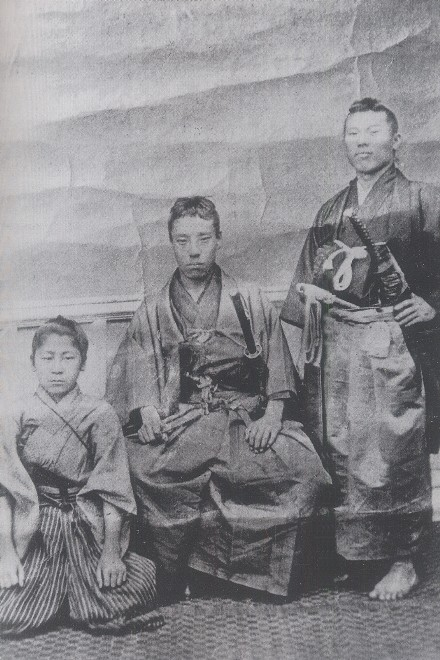
Takasugi alrededor de 1865.

Debilitado por el ataque punitivo de las potencias occidentales, Chōshū no pudo resistir una expedición montada por el Bakufu en otoño de 1864, en represalia por los intentos anteriores de Chōshū de tomar el control de Kioto. Al comienzo, las fuerzas conservadoras, que favorecían la conciliación con el Bakufu para asegurar el dominio, dominaban la política de Chōshū y, Takasugi y algunos de sus compatriotas se vieron obligados a abandonar el dominio para evitar la prisión. Takasugi, con solo una docena de seguidores, incluidos los futuros líderes políticos Yamagata Aritomo, Itō Hirobumi e Inoue Kaoru, se reunieron en Kokura, Kyūshū, y organizaron un ataque contra las fuerzas conservadoras en Chōshū. La posterior guerra civil de Chōshū comenzó el 13 de enero de 1865.
Takasugi jugó un papel decisivo en la guerra civil y el Kiheitai demostró superioridad sobre las fuerzas samurái. Con una serie de ataques rápidos y el apoyo de Kido Takayoshi, Takasugi logró la victoria en marzo de 1865. Se convirtió en uno de los principales árbitros de la política del dominio Chōshū y un experto en ciencias militares occidentales, dedicando sus esfuerzos a la importación de armas y levantamiento de tropas. Estas reformas demostraron ser exitosas cuando Chōshū salió victorioso en cuatro frentes contra la segunda expedición Chōshū de Bakufu en 1866, con el propio Kiheitai asegurando la victoria en dos frentes. Los esfuerzos de Takasugi convirtieron en una "nación de armas" a pequeñas poblaciones fuera de Chōshū, dándole una fuerza militar desproporcionada a su tamaño relativamente pequeño. Con su victoria sobre las fuerzas Tokugawa, el poder militar del Bakufu fue desacreditado y otros dominios rivales decidieron unir fuerzas con Chōshū en las batallas posteriores, que llevaron a la restauración Meiji y al final del shogunato Tokugawa.

## Muerte

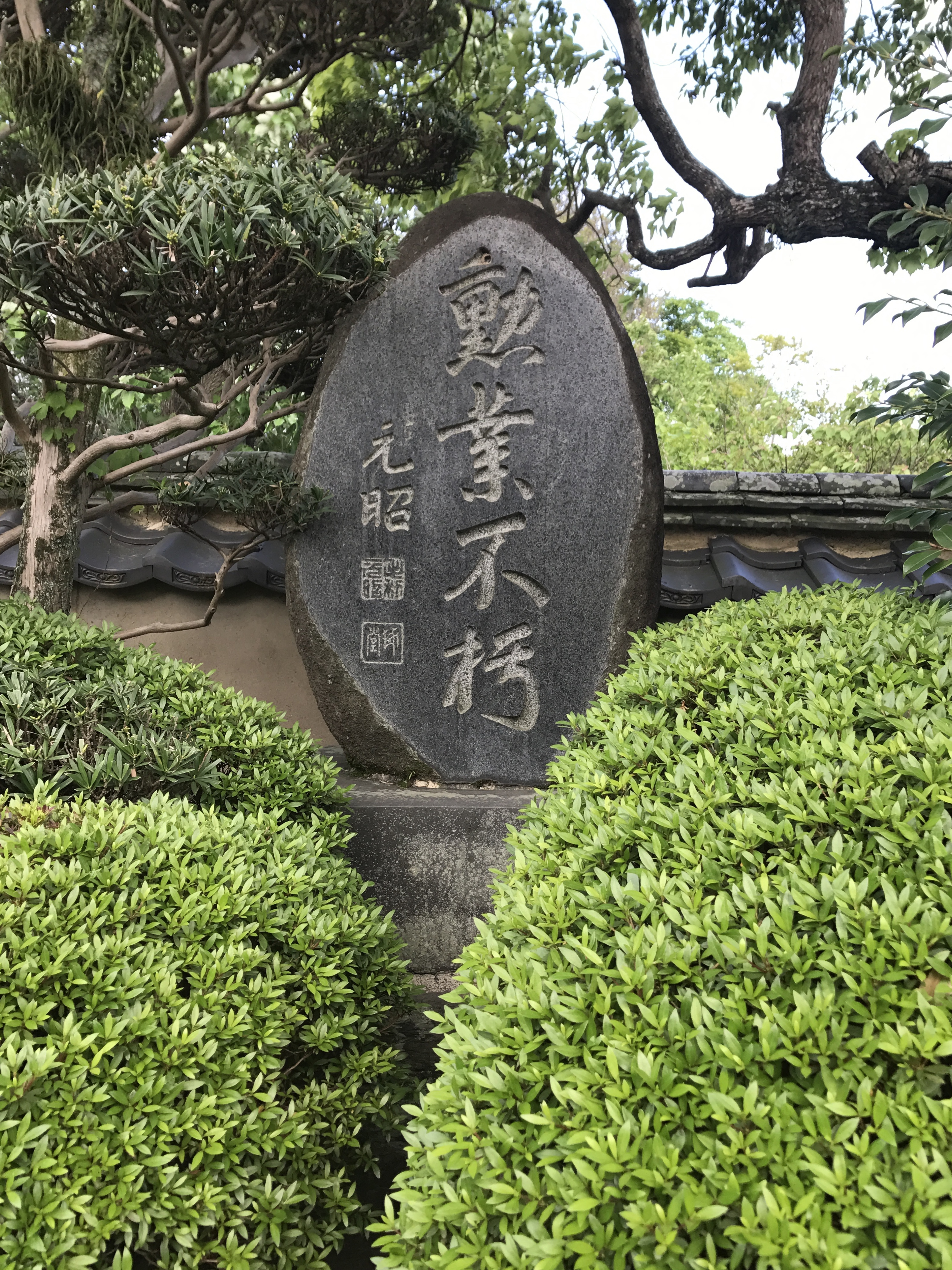
Monumento a Takasugi en su lugar de nacimiento.

Takasugi no vivió para ver su victoria. Murió de tuberculosis el 17 de mayo de 1867, con tan solo 27 años de edad. El Kiheitai pasó a manos de su protegido, Yamagata Aritomo. Solo un año después de su muerte, el sueño de Takasugi de derrocar al shogunato Tokugawa se cumplió con la restauración Meiji. El Kiheitai se disolvió a principios de 1870 luego del establecimiento del Ejército Imperial Japonés.

### Legado
Takasugi fue una figura central en los comienzos de la restauración Meiji. Hoy en día es reconocido y admirado por sus talentos militares y habilidades como político. Al morir a la temprana edad de 27 años, Takasugi no logró convertirse en uno de los líderes más famosos de Japón en la posterior era Meiji. En su ciudad natal, la ciudad Hagi en el oeste de Japón, todavía es recordado como un héroe místico y enérgico, que puso todo su empeño en abrir el camino a la modernización, occidentalización y reformas, no solo en cuestiones militares sino también políticas y sociales.